# Neomochtherus auricomus
Neomochtherus auricomus är en tvåvingeart som först beskrevs av James Stewart Hine 1909.  Neomochtherus auricomus ingår i släktet Neomochtherus och familjen rovflugor. Inga underarter finns listade i Catalogue of Life.